# David Chase
David Henry DeCesare (Mount Vernon, 22 de agosto de 1945), mais conhecido como David Chase, é um roteirista, cineasta e produtor de televisão americano, conhecido por seu trabalho com séries de televisão. Chase trabalhou na televisão por mais de 30 anos; produziu e escreveu para programas como The Rockford Files, I'll Fly Away e Northern Exposure, e criou duas séries originais. A primeira delas, Almost Grown, foi exibida por dez episódios entre 1988 e 1989. Chase é mais conhecido por sua segunda série original, The Sopranos, da HBO, influente e aclamada pela crítica, que foi ao ar em seis temporadas entre 1999 e 2007. Importante figura do meio televisivo americano, Chase conquistou sete Prêmios Emmy.